# Jörg Austen

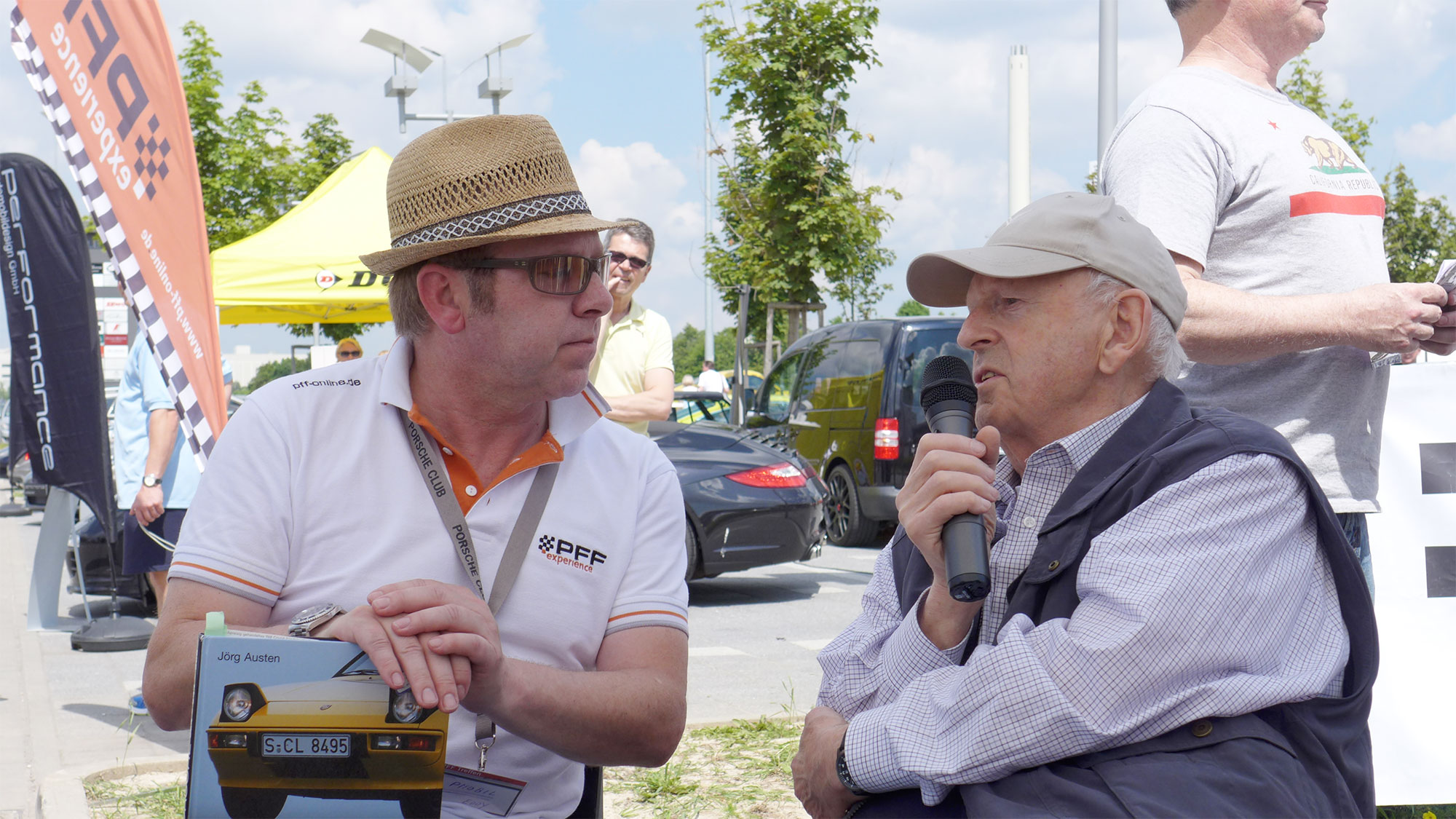
Jörg Austen bei einer Diskussionsrunde von Porschebegeisterten, September 2013

Jörg Austen (* 28. September 1934; † 16. August 2015 in Weissach) war ein deutscher Ingenieur und Sachbuchautor.
Austen war Dipl.-Ing. (FH) und arbeitete in der Getriebeentwicklung und später in der technischen Dokumentation bei Porsche.
Ab 1975 bis zu seinem Renteneintritt kümmerte Austen sich im Bereich Porsche-Kundendienst um Schulungen, Fehlersuche und Literatur. Seitdem arbeitete er als Fahrinstruktor und Betreuer ausländischer Gäste für Porsche. Er schrieb einige Bücher zum Porsche 924, Porsche 944, Porsche 968 und Porsche 928 sowie zum Porsche 911. Austen lebte in Weissach.